# غريغ جيفريز
غريغ جيفريز (بالإنجليزية: Greg Jeffries)‏ هو لاعب كرة قدم أمريكية أمريكي، ولد في 16 أكتوبر 1971 في هاي بوينت في الولايات المتحدة.

## وصلات خارجية
- غريغ جيفريز على موقع مرجع كرة القدم المحترفة.كوم (الإنجليزية)